# Psinidia amplicornus
Psinidia amplicornus är en insektsart som beskrevs av Andrew Nelson Caudell 1903. Psinidia amplicornus ingår i släktet Psinidia och familjen gräshoppor. Inga underarter finns listade i Catalogue of Life.